# David Blaustein
David Blaustein (Buenos Aires; 24 d'agost de 1953-Ibidem; 16 d'agost de 2021) va ser un director de cinema i guionista argentí, conegut per la seva vinculació amb el cinema vinculat a la temàtica política. Va ser membre de l'Academia de las Artes y Ciencias Cinematográficas de la Argentina.

## Biografia
Blaustein va néixer a Buenos Aires el 24 d'agost de 1953en el si d'una família d'origen jueu.

### Carrera professional
Blaustein va dirigir el film Cazadores de utopías, un documental produït per l'ens estatal Instituto Nacional de Cine y Artes Audiovisuales (INCAA) que es va estrenar el 21 de març de 1996. La pel·lícula està feta sobre la base d'entrevistes recents a persones que van actuar en l'organització guerrillera Montoneros durant la dècada de 1970 i ja va ser objecte de diverses crítiques:

El crític Gonzalo Aguilar va escriure sobre ella que:
| « | “El model triat per David Blaustein és la pitjor opció possible quan de fer cinema documental polític es tracta …queda clar que la pel·lícula de Blaustein en comptes de ser una història de la guerrilla, de les seves propostes i les seves defeccions, de les seves expectatives i del seu fracàs, va ser més que res un exercici piadós però al mateix temps tremendament frustrant i frustrat de recuperar la història montonera, no per a entendre-la, avaluar-la, discutir-la i finalment qüestionar-la, sinó per a deïficar-la, i finalment per a usar-la de pretext per a demonitzar al present, enaltir al passat i en definitiva buidar de sentit als projectes polítics possibles avui.” | » |

Per la seva part Piscitelli opina:
| « | “Les crítiques a la pel·lícula són moltes però totes es resumeixen en un comentari que fes Gabriela Cerruti a Página/12 en 1995 on sostenia que Cazadores de Utopías tota una proesa, una pel·lícula de més de dues hores sobre la història dels montoneros que no nomenava una sola vegada a Firmenich, a Galimberti, a Perdia o a Vaca Narvaja" i agrega "la pel·lícula planteja perquè un idealització del passat i una relació no resolta amb el líder que es vehiculitzen darrere d'una música melancòlica (a càrrec de Litto Nebbia), presentació dels testimoniants segons els càrrecs en l'organització militar, un to intimista i una comparació permanent entre la vida en els 70, pura adrenalina, promesa, llanço, proposta, idealització i els treballs de tots els dies d'aquests superherois convertits en engranatges d'un sistema que no els reconeix ni la seva excepcionalitat ni el seu lliurament...En la pel·lícula hi ha un permanent empetitiment del present. Si originalment l'objectiu de la pel·lícula era narrar per a elaborar la derrota, acaba convertida en una repetició i una justificació atrapada entre el duel i la melancolia". Per Julio Bárbaro en la pel·lícula “hi ha una mescla perfecta de 50% de supèrbia i 50% d'imbecil·litat”. | » |

Posteriorment va dirigir Botín de guerra, un documental estrenat el 20 d'abril de 2000 que té com a temàtica la tasca de les Abuelas de Plaza de Mayo per a buscar, trobar i contenir als nens segrestats-detinguts durant la dictadura militar argentina (1976-1983).
També va ser productor en el film documental Papà Iván dirigit per María Inés Roqué sobre el seu propi guió, que es va estrenar el 29 de juliol de 2004, que reflecteix la mirada de la directora sobre el seu pare Juan Julio Roqué, que fora un dels membres fundadors de l'organització guerrillera Fuerzas Armadas Revolucionarias (FAR) i dirigent de l'organització guerrillera Montoneros. Roqué, que va ser assassinat per la dictadura militar en 1977, havia estat responsable, entre altres accions, de l'assassinat del Secretari General de la Confederació General del Treball José Ignacio Rucci ocorregut durant el govern constitucional encapçalat per Raúl Alberto Lastiri,
Entre 2008 i 2009 va dirigir Porotos de soja, una pel·lícula documental produïda per l'ens estatal Instituto Nacional de Cine y Artes Audiovisuales (INCAA) que es va estrenar el 21 de maig de 2009, referida al conflicte entre els productors agropecuaris i el govern ocorregut a l'Argentina entre març i juliol de 2008.

### Defunció
Va morir el 16 d'agost de 2021 en una clínica portenya, cinc dies després d'haver sofert un accident cerebrovascular. Tenía sesenta y siete años.

## Filmografia
Productor
- Porotos de soja (2009)[6]
- Hacer patria (2006)
- La vereda de la sombra (2005)
- Germán (migmetratge) (2005)
- Cuando los santos vienen marchando (2004)
- Papá Iván (2004)
- (H) Historias cotidianas (2001)
- Botín de guerra (2000)
- Malvinas, historia de traiciones (1984)[7]

Director
- Porotos de soja (2009)
- Fragmentos rebelados (2009)
- Hacer patria (2006)
- Botín de guerra[8] (2000)
- Cazadores de utopías (1996)

Guionista
- Germán (migmetratge) (2005)
- Botín de guerra (2000)
- Ciudad oculta (curt documental) (1980)

Actor
- 24 horas (Algo está por explotar) (1997)

Assessoria general
- Rerum Novarum (2001)